# Höhensiedlung Burg in Schwarzenbach

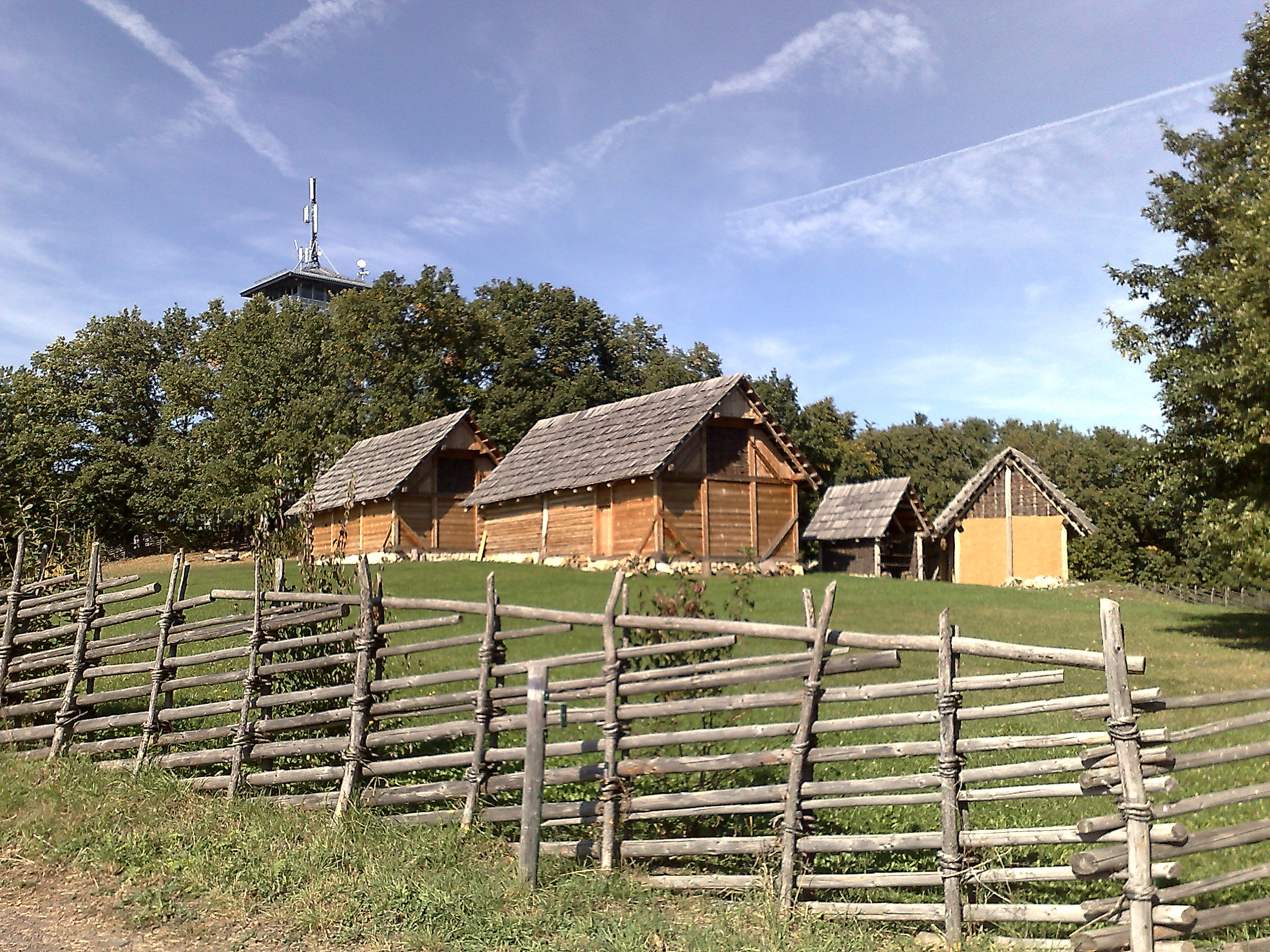
Das keltische Freilichtmuseum am Burgberg

Die Höhensiedlung Burg in Schwarzenbach befindet sich am Ostrand der Buckligen Welt. Die Siedlung war ein keltisches Oppidum am Burgberg der Marktgemeinde Schwarzenbach in Niederösterreich. Es handelte sich dabei um eines der Zentren der Eisengewinnung in der Latènezeit (480 v. Chr. bis um Christi Geburt), das mit den zeitgleichen Siedlungen in Velem-Szentvid und Sopron-Várhely (beide in Ungarn) wahrscheinlich in enger Verbindung stand.

## Lage und archäologischer Befund

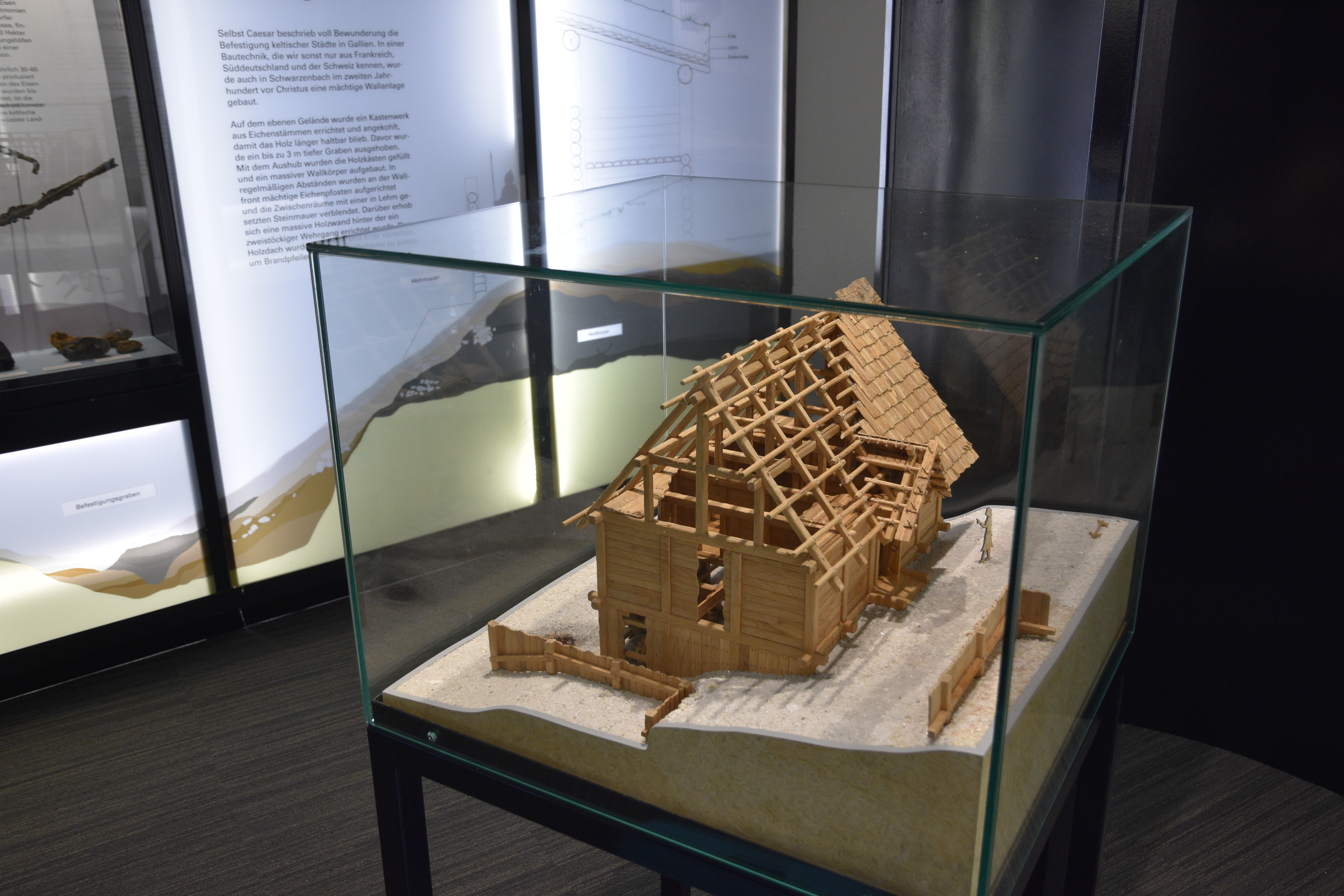
Schwarzenbach oppidum, Niederösterreich Freiluftmuseum

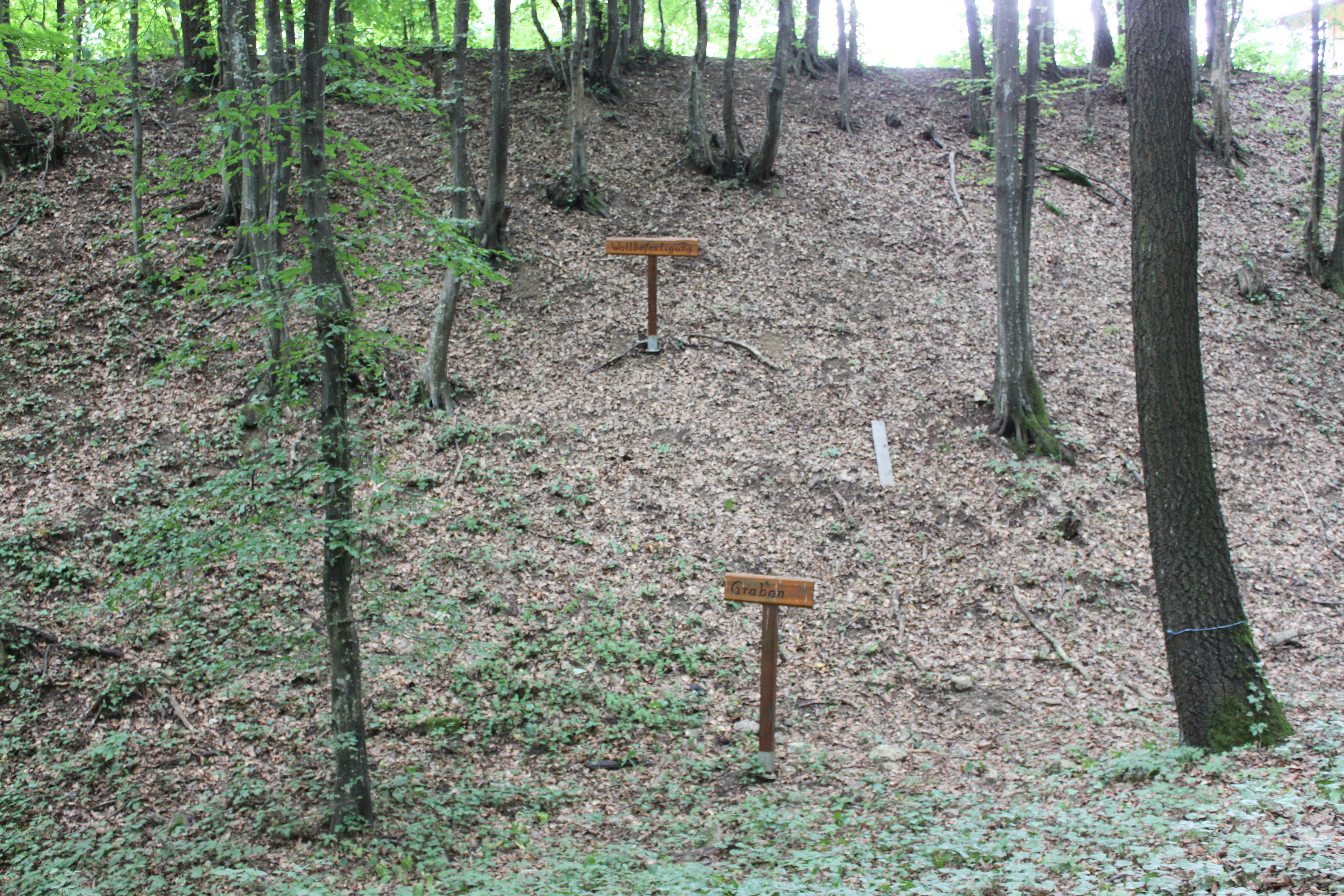
Nördlicher Wall mit Graben

Die noch immer erkennbare Befestigungsanlage liegt östlich von Schwarzenbach auf dem Hochplateau eines Bergsporns, „Burg“ genannt, und hat ein Ausmaß von 500 × 300 m. Mit dieser Innenfläche von rund 15 ha war sie einer der größten keltischen Wallanlagen auf dem Gebiet des heutigen Österreich. Besonders an der flachen Nord- und Westseite sind die Befestigungsanlagen mit einer Höhe von bis zu 7 m noch deutlich erkennbar. An den steileren Flanken im Osten und Süden sind sie nicht mehr so gut erhalten. Der Nordteil des Walles hat einen vorgelagerten Graben und trifft mit dem Ostteil zu einem Zangentor zusammen.
Seit den 1920er-Jahren wurden in diesem Areal Fundobjekte an der Oberfläche aufgesammelt und publiziert. Seit 1992 ist die Anlage Objekt ständiger interdisziplinärer Untersuchungen der Universität Wien. Die ersten stratigraphischen Grabungen wurden im Wallbereich von Otto H. Urban und Wolfgang Neubauer durchgeführt und erbrachten den Nachweis einer latènezeitlichen Pfostenschlitzmauer, die zweimal wieder instand gesetzt worden war. Ein Teil der Mauer, ein Holzkasten aus Eichenstämmen mit einer Bruchsteinmauer an der Vorderseite und Stützpfosten, konnte nachgewiesen werden. Nach diesem Vorbild wurde ein Teil der Befestigungsanlage vor Ort rekonstruiert.
Seit 1996 finden systematische Grabungen und geophysikalische Messungen im Innenbereich statt. Dadurch konnte nachgewiesen werden, dass die Anlage schon seit der Jungsteinzeit in Verwendung stand. Die intensive Besiedlung begann am Ende der frühen bis zur späten Bronzezeit (ab ungefähr 1600 bis 800 v. Chr.). Für die ältere Eisenzeit (Hallstattzeit, 800 bis 450 v. Chr.) konnten keine Artefakte gefunden werden, so dass wohl erst ab der mittleren Latènezeit (280 bis 190 v. Chr.) mit einer Fortsetzung der Benutzung gerechnet werden kann.
Die Bebauung innerhalb des Walles stammt aus der Junglatènezeit. Im Zentrum wurden Reste von Blockbauten freigelegt, am Westhang ein größeres Gebäude mit den Maßen von 9 × 5,4 m. Da das Fundament dieses Bauwerks hangseitig eingetieft war, wäre ein Unter- und ein Obergeschoß denkbar. Eine entsprechende Rekonstruktion ist im Freilichtmuseum zu sehen.
Von 2004 bis 2008 fanden Grabungen innerhalb des Zangentores in der Nordwestecke des Walles statt. Dabei wurde ein zerstörter Wallkasten mit Bruchsteinfüllung entdeckt, der später als Fundament für ein Wirtschaftsgebäude diente. In diesem fanden die Archäologen eiserne Haken und Klammern, ein Drahtfibelfragment und Werkzeuge (verschiedene Messer, eine Feile, eine kleine Schmiedezange) sowie Schlacken und Reste einer Esse, was auf eine Schmiedewerkstatt schließen lässt.
Aus der jüngsten Periode der Besiedlung stammt ein Münzfund mit fünf Kleinsilbermünzen vom Typ Velem und einem boischen Gold-Stater. Viele keltische Münzen sind in Privatsammlungen gelandet, vor allem nicht näher dokumentierte Tetradrachmen und Kleinsilbermünzen. Das Bruchstück einer Tüpfelplatte ließ wegen seiner Kleinheit keinen Schluss auf die Verwendung zu. Aus dieser Siedlungsphase stammen außerdem ein (Amulett-)Ring sowie Riemenbeschläge und (Gürtel-)Haken, die auf eine militärische Verwendung hindeuten.
Ein einzelnes Kindergrab am höchsten Punkt des Plateaus – wo heute der Aussichtsturm steht – stammt aus der Völkerwanderungszeit und belegt die zeitweilige Weiterverwendung der Befestigungsanlage, wenn auch offenbar nicht mehr zu Siedlungszwecken.

## Keltisches Freilichtmuseum

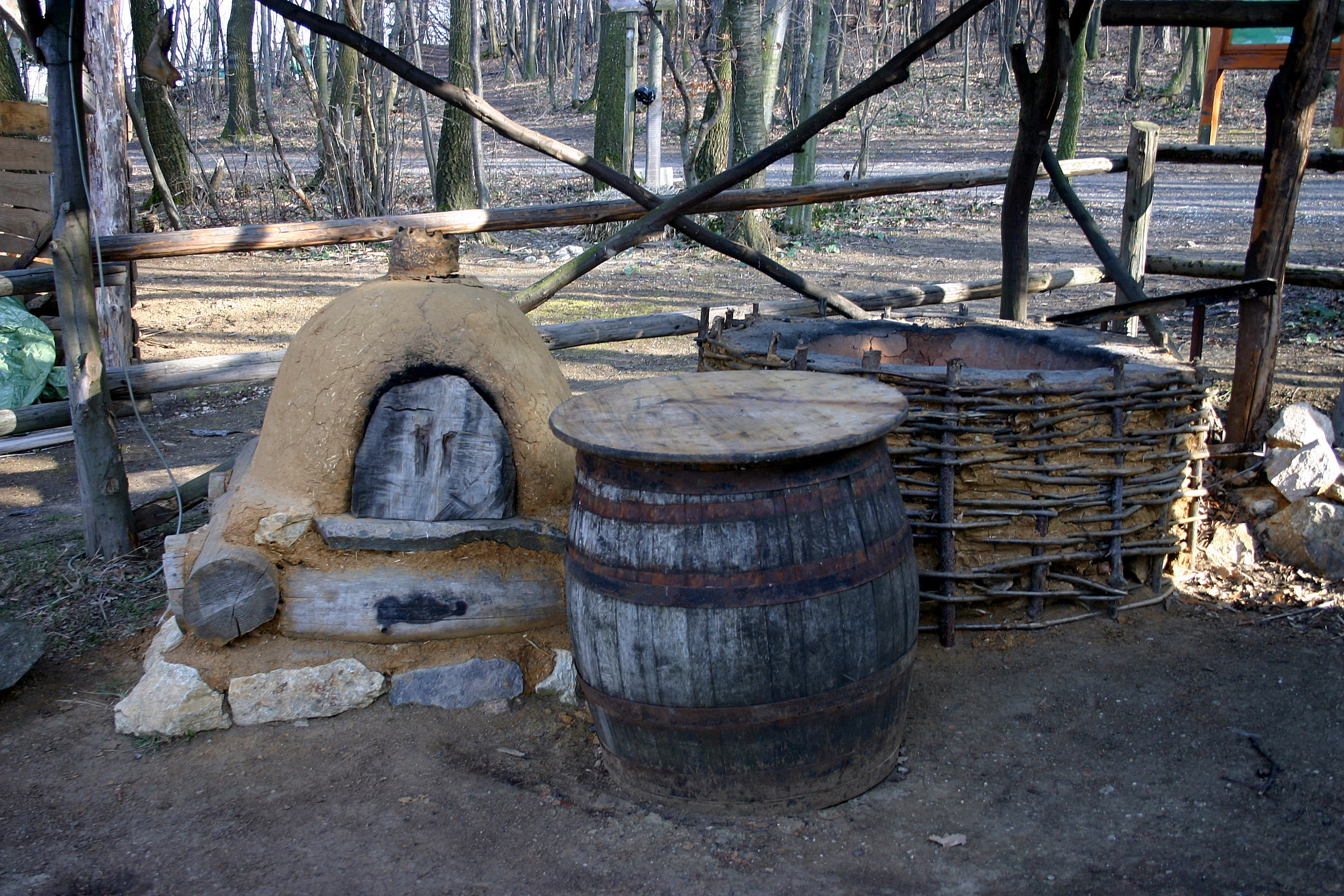
Lehmofen und Vorratsbehälter

Die keltische Wallanlage wird von der Marktgemeinde touristisch intensiv vermarktet. Zu diesem Zwecke wurde am höchsten Punkt der Wallanlage in den Jahren 1998/99 ein Museumsturm errichtet und ein Freilichtmuseum, für das mehrere Gebäude rekonstruiert wurden, im Jahr 2005 offiziell eröffnet. Die wissenschaftliche Leitung der Errichtung lag in den Händen von Wolfgang Lobisser, wobei besonderer Wert auf die Rekonstruktion späteisenzeitlicher Gebäude mit Berücksichtigung der archäologischen Ergebnisse gelegt wurde. Seit 1998 wird dort jährlich zur Sommersonnenwende ein mehrtägiges Keltenfest abgehalten und in regelmäßigen Abständen finden im Areal Veranstaltungen zur Wissenschafts- und Kulturvermittlung statt. Im Jahr 2018/19 wurden zwei weitere Gebäude errichtet.

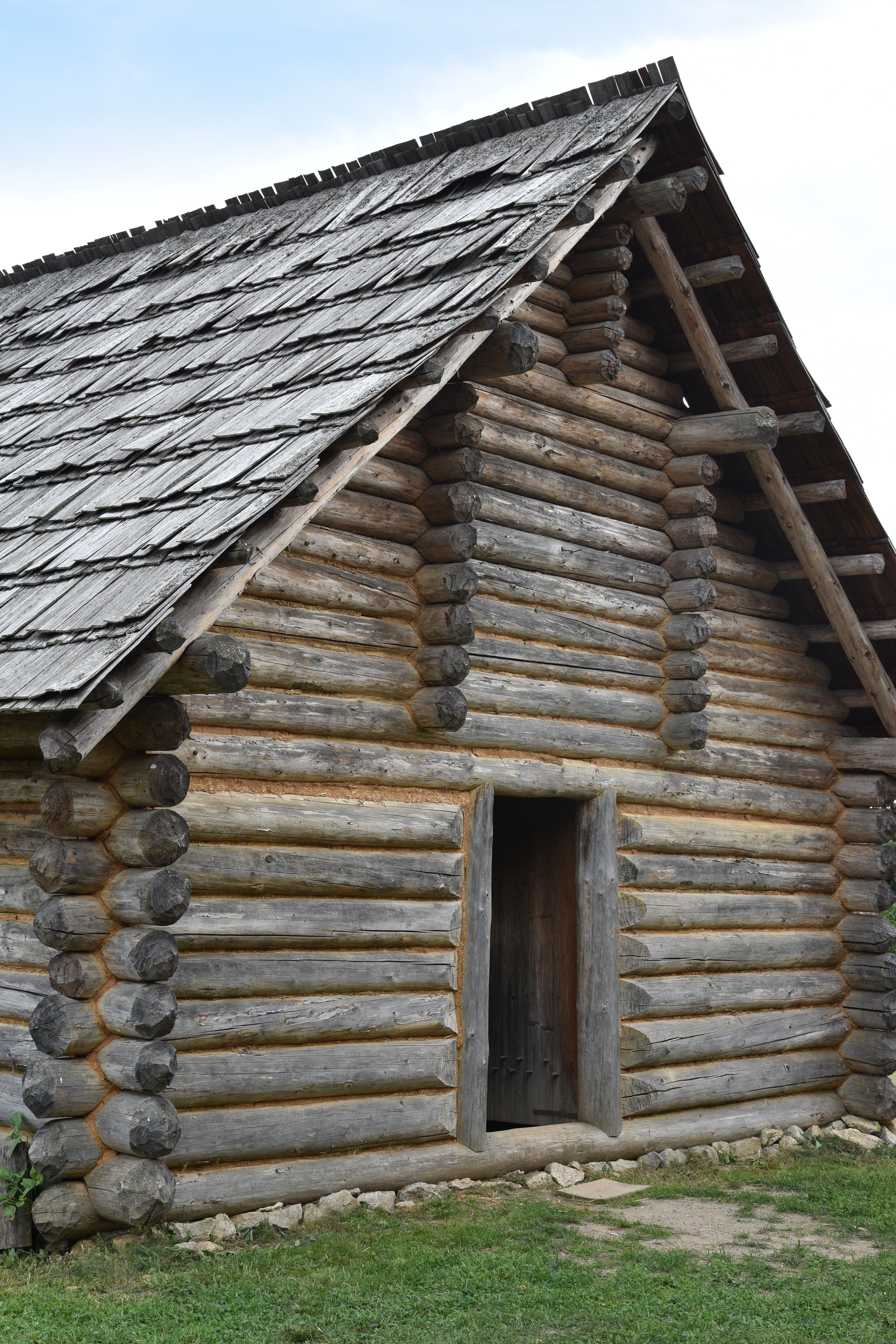
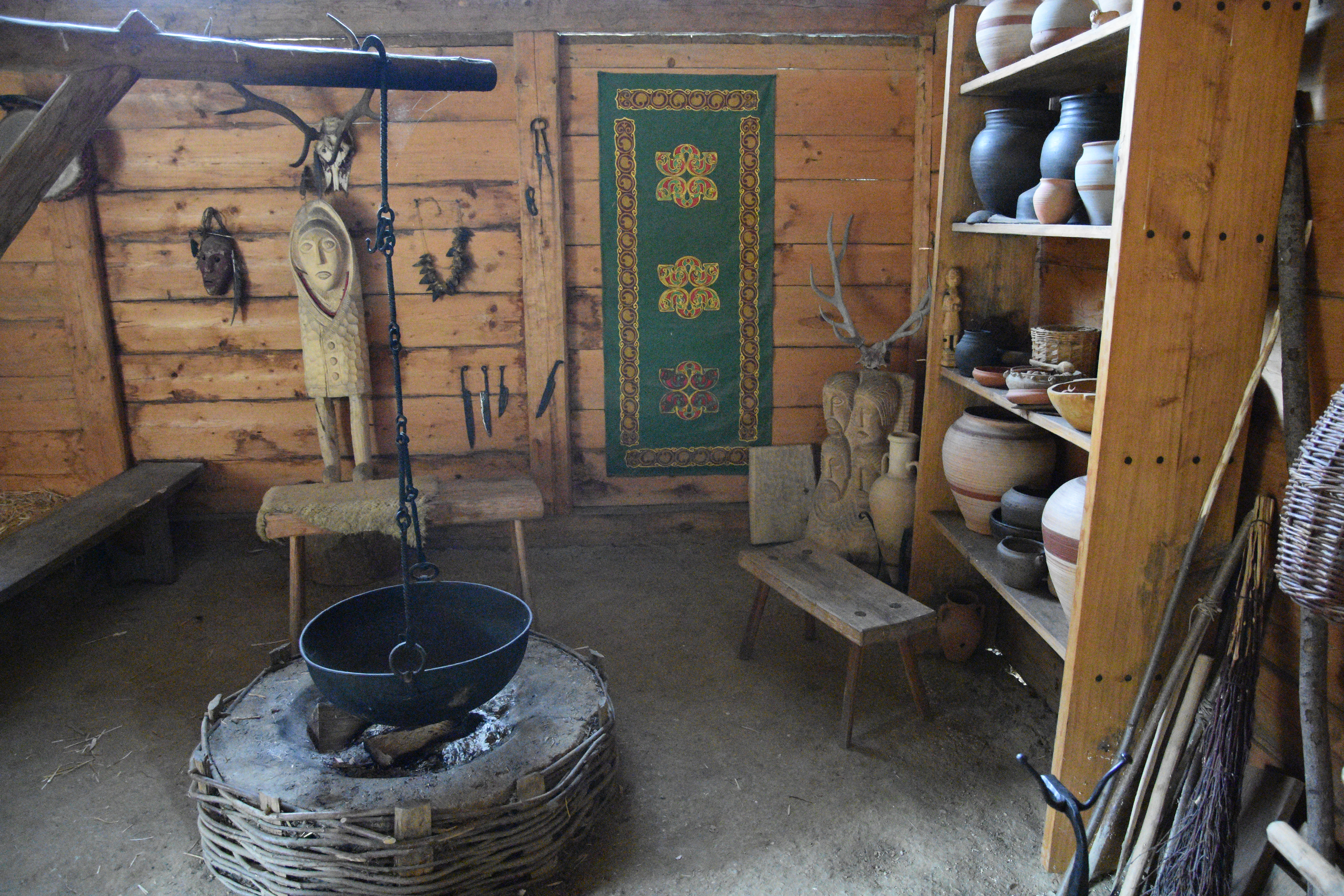
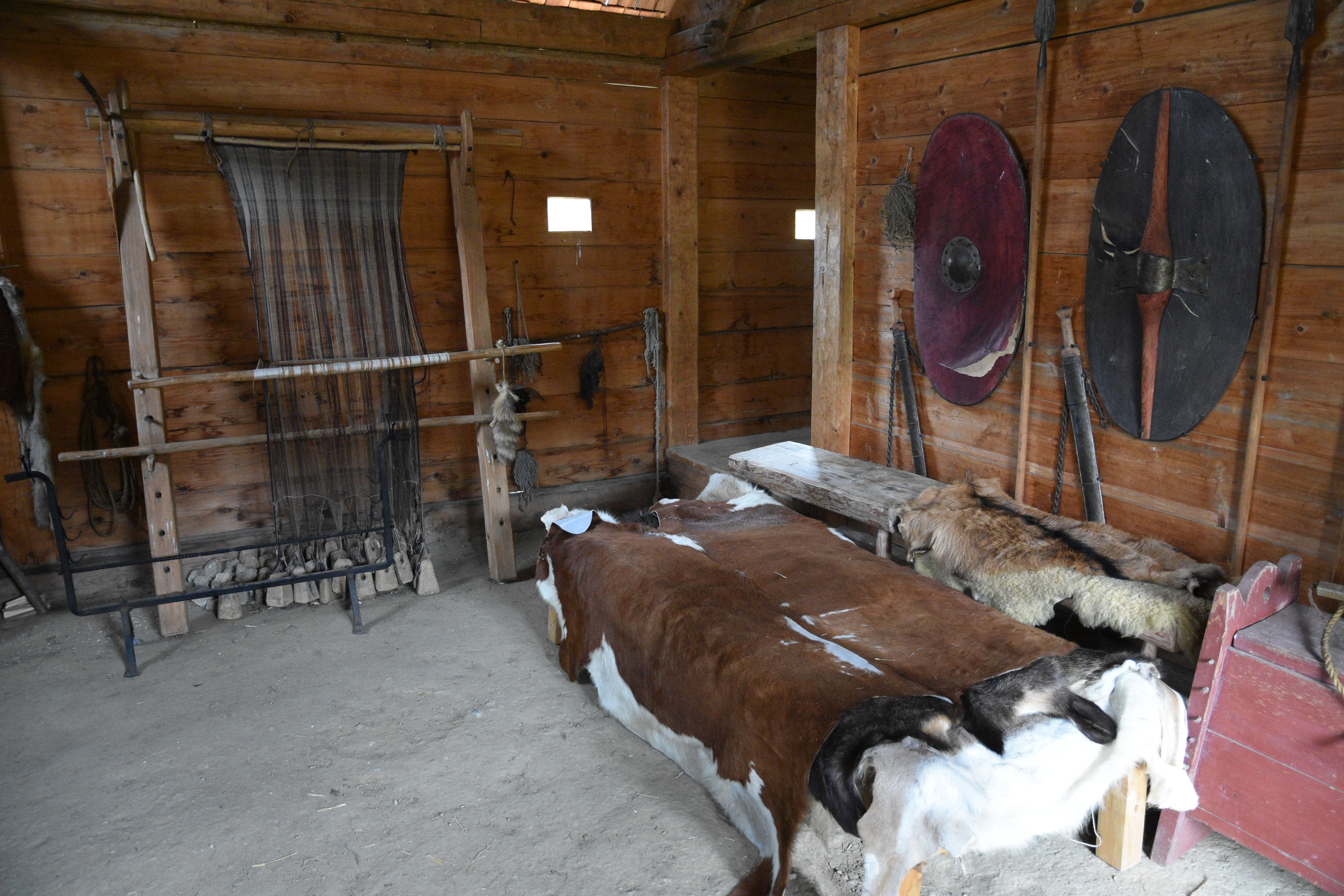
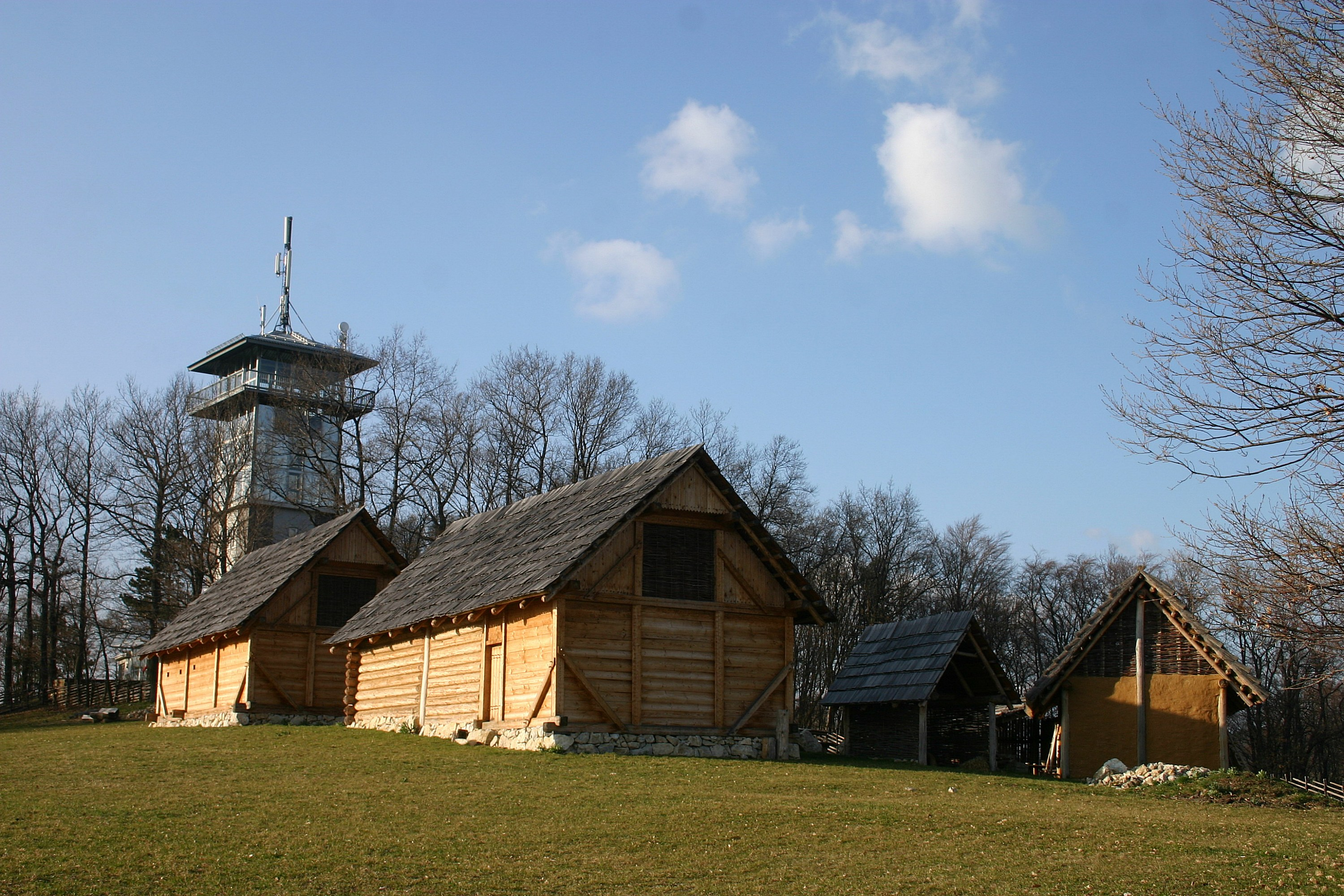
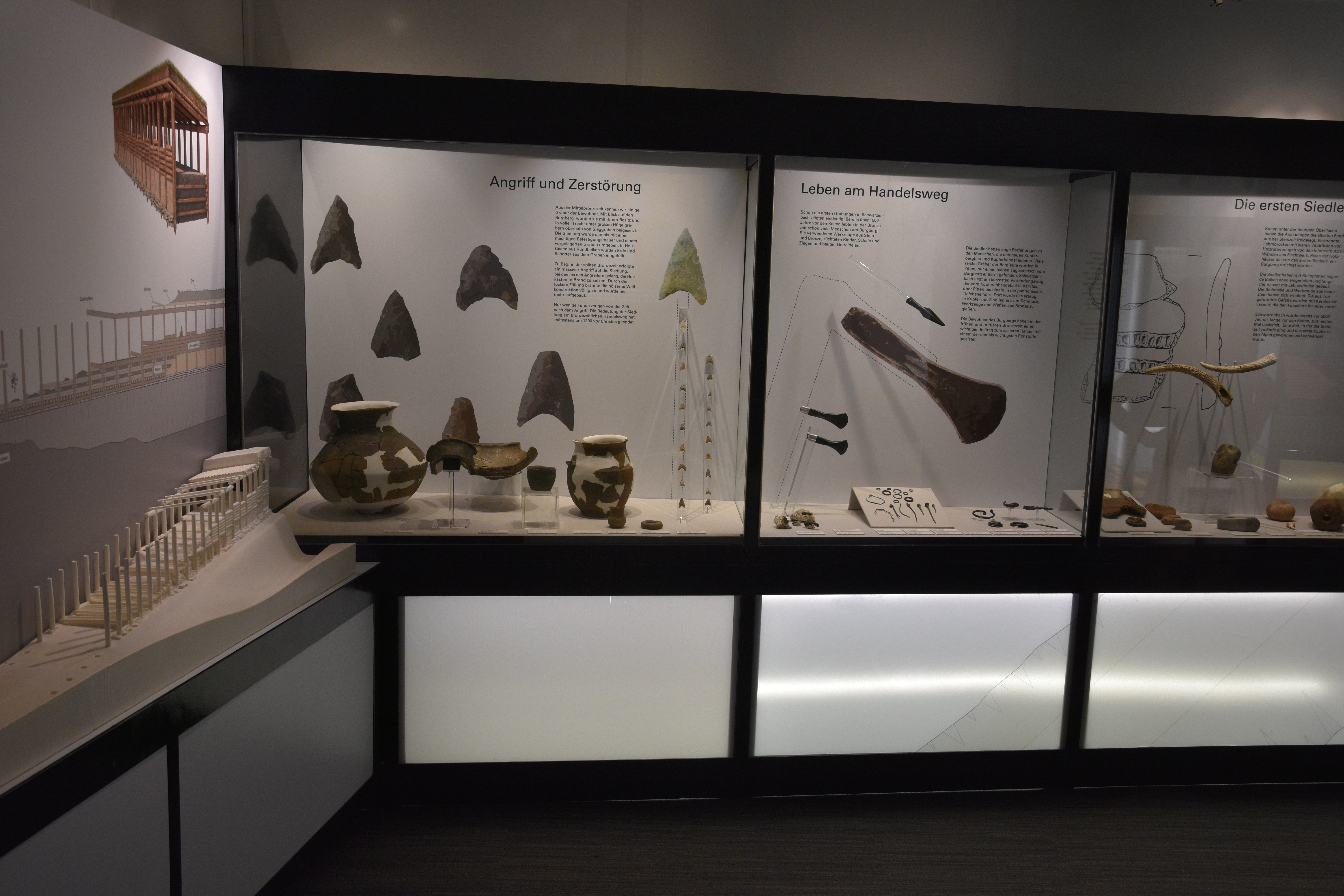

## Sage
Hans Paul Schad'n schrieb 1938, dass am Gipfel des Burgberges laut einer alten Schwarzenbacher Sage die Burg Anchenstein gestanden sei. Das Missverständnis, dass diese slowenische Burg am Schwarzenbacher Burgberg gestanden haben soll, entstand, weil die Burg Schwarzenbach und die Burg Anchenstein 1337 im Frieden von Pressburg in ein und derselben Urkunde erwähnt werden und die Menschen damals auf Grund der geringeren Mobilität die slowenische Gemeinde Cirkulane, in der die Burg Anchenstein steht, nicht kannten. Am Burgberg sah man schon immer die Reste der keltischen Wallanlage und wusste im späten Mittelalter wahrscheinlich nicht, dass es sich hierbei um die Reste einer keltischen Stadt handelt. So erklärte man sich diese Zusammenhänge durch die Sage „Hie Anchenstein – hie Suerzenbach!“, laut der die Burg Anchenstein am Schwarzenbacher Burgberg gestanden haben soll.